# France au Concours Eurovision de la chanson 1994
La France a participé au Concours Eurovision de la chanson 1994 à Dublin, en Irlande. C'est la 37e participation de la France au Concours Eurovision de la chanson.
Le pays est représenté par Nina Morato et la chanson Je suis un vrai garçon, sélectionnés en interne par France 2.

## Sélection interne
France 2 choisit l'artiste et la chanson en interne pour représenter la France au Concours Eurovision de la chanson 1994. 
Lors de cette sélection c'est la chanteuse et auteur-compositrice Nina Morato et la chanson Je suis un vrai garçon qui furent choisies.

## À l'Eurovision

### Points attribués par la France
| 12 points | Pologne            |
| 10 points | Bosnie-Herzégovine |
| 8 points  | Irlande            |
| 7 points  | Hongrie            |
| 6 points  | Portugal           |
| 5 points  | Suisse             |
| 4 points  | Islande            |
| 3 points  | Chypre             |
| 2 points  | Espagne            |
| 1 point   | Russie             |

### Points attribués à la France
| 12 points | 10 points | 8 points               | 7 points                       | 6 points                       |
| --------- | --------- | ---------------------- | ------------------------------ | ------------------------------ |
|           | - Russie  | - Allemagne - Lituanie | - Autriche - Norvège           | - Estonie - Pologne - Portugal |
| 5 points  | 4 points  | 3 points               | 2 points                       | 1 point                        |
| - Islande | - Chypre  | - Suède                | - Bosnie-Herzégovine - Irlande |                                |

Nina Morato interprète Je suis un vrai garçon en vingt-cinquième et dernière position lors du concours suivant la Pologne. Au terme du vote final, la France termine 7e sur 25 pays avec 74 points,.